# Чорноглазівська
Чорногла́зівська — ботанічна пам'ятка природи місцевого значення в Харкові. Об'єкт природно-заповідного фонду Харківської області. 
Розташована на адресою Чорноглазівська вулиця, 5 (у дворі будинку). 
Площа 0,2 га. Створено рішенням облвиконкому від 3 грудня 1984 року № 562. Перебуває у віданні ЖЕУ—4. 
Статус надано для збереження 3-х дубів черешчатих віком понад 100—150 років.